# Eupen (A955)
Pour les articles homonymes, voir A955.
Le A955 Eupen (ex-QM900 Eureka) est un navire qui a servi dans la Force Navale de l'armée belge de 1956 à 1966.

## Histoire
C'était initialement le dragueur de mines côtier BYMS 11 fabriqué pour l'US Navy  et transféré directement à la Royal Navy le 21 septembre 1942 où il servit sous le nom de HMS BYMS 11, puis BYMS-2011 pour la RNSB jusqu'en  juillet 1947.
Il fut vendu et navigua sous pavillon maltais sous le nom de Young Joe de 1947 à 1951. Puis il est revendu en Belgique et prend le nom de Eureka de 1951 à 1956. 
La Force Navale le rachète en 1956. Il prend le nom de QM 900 Eureka et sert de yacht d'inspection. En 1961, il est reconverti en navire hydrographique et prend le nom de A955 Eupen. Lors de missions pour l'OTAN il fait de la recherche dans le cadre de la lutte contre les mines acoustiques avec des appareils de mesure de grande précision dont les résultats sont employés par les dragueurs de mines.
En 1964, il est retiré du service et remplacé par le A962 Mechelen et sert de local flottant au Centre de voile de la Force Navale. Il est vendu pour démolition en 1966.

## Note et référence
1. ↑  (en) « GM 8-268 & 8-268A », sur maritime.org
2. ↑  (en) « BYMS-1 Class Auxiliary Motor Minesweeper », NavSource Online